# مين (مقاطعة أوتاغامي)
مين، مقاطعة أوتاغامي (بالإنجليزية: Maine, Outagamie County, Wisconsin)‏ هي بلدة تقع بولاية ويسكونسن في الولايات المتحدة. تبلغ مساحتها 96.9 (كم²)، وترتفع عن سطح البحر 239 م، بلغ عدد سكانها 831 نسمة في عام 2000 حسب إحصاء مكتب تعداد الولايات المتحدة وتصل الكثافة السكانية فيها 8.8 نسمة/كم2.

## وصلات خارجية
- The US50 - Cities and Towns in Wisconsin State
- Wisconsin Cities and Towns, Facts, Map, Flag, Colleges, Government, and More